# Pál Várhidi
Pál Várhidi, geboren als Pál Vinkovics (* 6. November 1931 in Újpest, Budapest; † 12. November 2015) war ein ungarischer Fußballspieler und -trainer.

## Karriere
Pál Várhidi spielte während seiner gesamten fußballerischen Karriere beim Verein Újpest Budapest. In seinen sechzehn Jahren bei dem Verein von 1949 bis 1965 gewann er mit Újpest, wo er zusammen spielte unter anderem mit anderen ungarischen Fußballgrößen der damaligen Zeit wie Ferenc Szusza, Ferenc Bene oder Ferenc Deák, nur einmal die ungarische Meisterschaft. In der Saison 1959/60 belegte Újpest den ersten Rang in der Nemzeti Bajnokság mit fünf Punkten Vorsprung vor Ferencváros Budapest. In den beiden folgenden Jahren wurde Újpest jeweils Zweiter, 1960/61 mit vier Punkten Rückstand auf Vasas Budapest, 1961/62 mit zwei Punkten erneut hinter Vasas. Auf internationaler Ebene konnte Pál Várhidi zwar mit Újpest keine Titel gewinnen, man erreichte jedoch im Europapokal der Pokalsieger 1961/62 das Halbfinale, obwohl man den Pokal im Vorjahr gar nicht gewonnen hatte, sondern nur im Endspiel stand. Dort scheiterte man am Titelverteidiger AC Florenz mit 0:2 in Italien und 0:1 in Budapest. Florenz verlor das Endspiel dann gegen Atlético Madrid. Einen weiteren solchen Achtungserfolg konnte Pál Várhidi mit Újpest nicht schaffen, er beendete seine aktive Karriere bei dem Verein im Jahre 1965 nach sechzehn Jahren.
Nach dem Ende seiner aktiven Laufbahn als Fußballspieler wurde Pál Várhidi Fußballtrainer. Er coachte diverse Vereine, darunter von 1974 bis 1980 seinen Heimatverein Újpest Budapest. Nachdem er den Verein zuvor bereits als Co-Trainer mittrainiert hatte, übernahm er das Amt des Trainers 1974 und hatte eine sehr erfolgreiche Zeit mit Újpest. Gleich in seiner ersten Saison als Cheftrainer gewann er die ungarische Meisterschaft, als man in der Tabelle den ersten Platz mit drei Punkten vor Ferencváros Budapest belegte. Im gleichen Jahr nahm er mit dem Verein auch sehr erfolgreich am Europapokal der Landesmeister teil, wo Újpest bis ins Halbfinale vordrang, wo man am späteren Sieger Bayern München scheiterte. Zuvor hatte man unter anderem Benfica Lissabon besiegt. Auch die folgenden Spielzeiten verliefen für Várhidi und Újpest sehr erfolgreich, bis zum Ende seiner Zeit als Trainer bei dem Verein gewann er noch drei weitere Male die ungarische Fußballmeisterschaft, zwei weitere Male wurde man Zweiter. Auch den ungarischen Pokal, den er als Spieler nie gewinnen konnte, gewann Várhidi mit Újpest im Jahre 1975. Während seiner Zeit als Trainer von Újpest Budapest trainierte er auch seinen Sohn Péter, der von 1968 bis 1980 für Újpest spielte, später auch Trainer wurde und unter anderem von 2006 bis 2008 die ungarische Fußballnationalmannschaft trainierte.
In der ungarischen Fußballnationalmannschaft brachte es Pál Várhidi als Spieler zwischen 1954 und 1957 auf zehn Einsätze. Der Abwehrspieler stand im Aufgebot Ungarns für die Fußball-Weltmeisterschaft 1954 in der Schweiz, absolvierte aber kein einziges Spiel, während seine Mannschaft, die als großer Favorit ins Turnier gestartet war, erst im Endspiel im Wankdorfstadion von Bern gegen Deutschland verlor und den sicher geglaubten Titelgewinn verpasste. Ein zweites größeres Turnier erlebte Pál Várhidi mit den Olympischen Sommerspielen 1960 in Rom, wo die ungarische Mannschaft die Bronzemedaille gewann. Auch hier stand er jedoch nur im Kader und kam nicht zum Einsatz. Nach dem Tod von Jenő Buzánszky am 11. Januar 2015 war er neben József Tóth der letzte noch lebende Spieler, der bei der Fußball-Weltmeisterschaft 1954 im ungarischen Aufgebot stand.
Pál Várhidi starb im November 2015 im Alter von 84 Jahren.